# Babylonisch recht

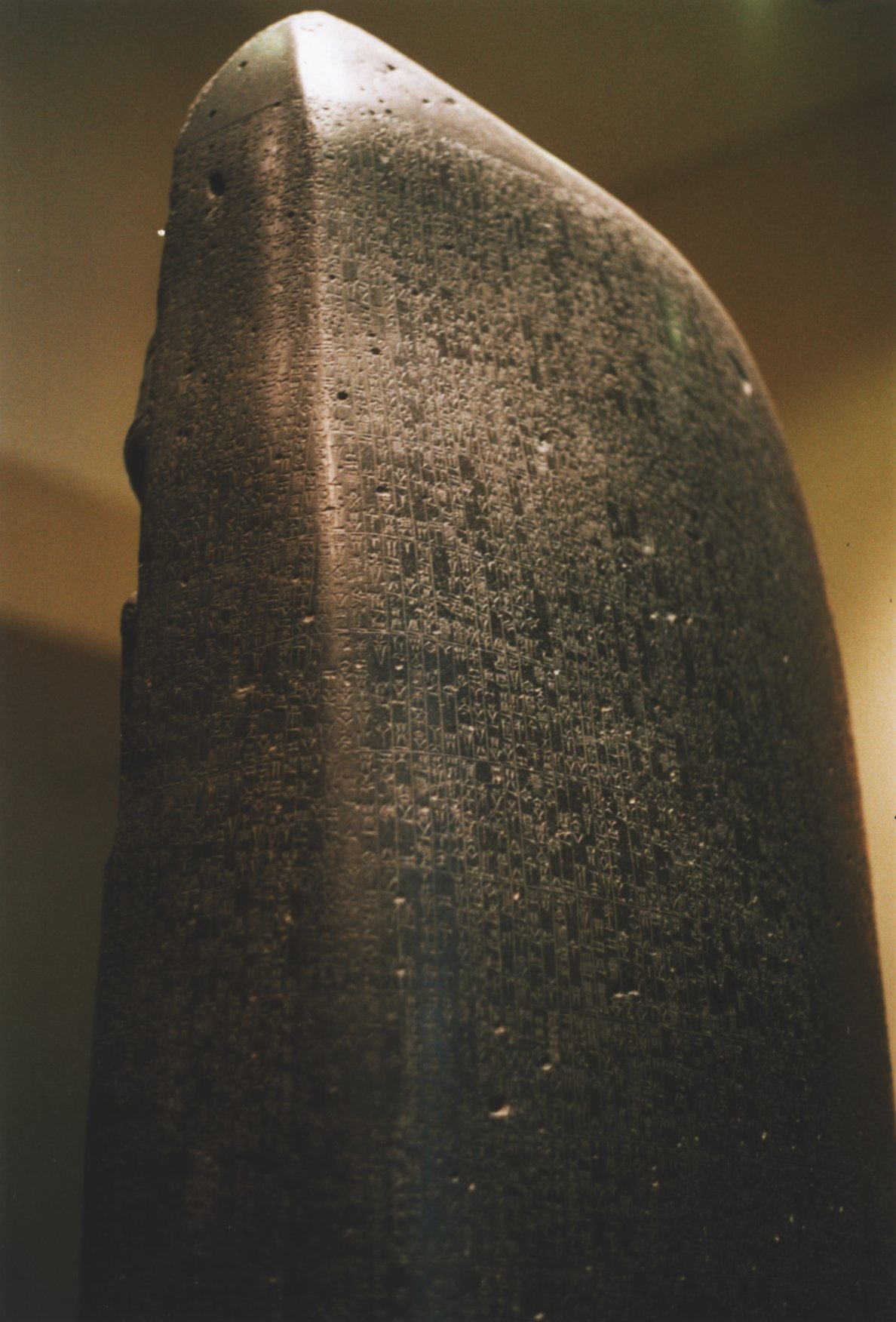
Stele van de Codex van Hammurabi (Louvre).

Het Babylonisch recht is een van de oudste rechtssystemen in de wereld en is voornamelijk gebaseerd op het ius talionis-principe ("vergeldingsrecht"). Vooral de opeenvolgende "codificaties" zijn kenmerkend alsook het sterk ontwikkelde verbintenissenrecht.

## Bronnen

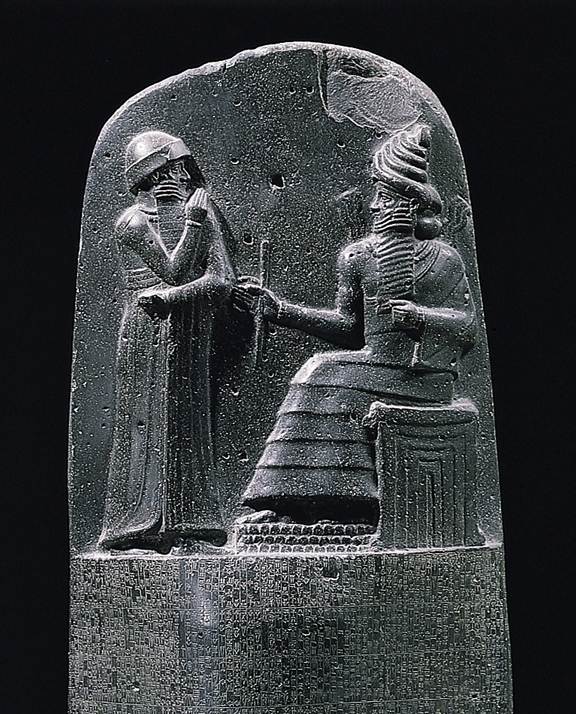
Bovenste gedeelte van de Codex Hammurabi.

## Stammeninvloeden
Toen de Semitische stammen zich vestigden in de steden van Mesopotamië, werden hun stamgewoonten overgenomen in de stedelijke wetgeving. De vroege geschiedenis van het land is het verhaal van een strijd tussen de steden met als doel superioriteit. Een metropool eiste financiële bijdragen en militaire steun van zijn onderworpen steden, maar liet hun cultuur en gewoontes onaangetast. De gebruiken en rechten van de steden werden door zowel koningen als veroveraars alom geëerbiedigd.
Pas in de tijd dat Assurbanipal en Shamash-shum-ukin de troon bestegen, gingen de Babyloniërs een beroep doen op hun stadswetten die voorschreven dat groepen vreemdelingen tot een aantal van twintig tegelijkertijd de stad mochten ingaan; dat een buitenlandse vrouw, wanneer ze getrouwd was met een Babylonische man, niet tot slavin kon worden gemaakt; en dat zelfs niet een hond, die de stad inkwam, kon worden gedood zonder een proces.
De bevolking van Babylonië bestond uit vele volkeren van de oudheid en het onderlinge contact tussen de steden was veelvuldig. Elke stad kende een grote groep vreemdelingen als bewoners. Deze vrijheid van onderlinge contacten tussen steden moet hebben geleid tot overname en aanpassing van de gebruiken en gewoontes. Het was echter te danken aan de genialiteit van Hammurabi die van Babylon zijn hoofdstad maakte en een enorm rijk smeedde door een uniform stelsel van wetten.
Bijna alle sporen van tribale gewoontes waren reeds verdwenen uit de wetten van de Codex. Het was de staatswet; de zelfhulp, bloedvetes, huwelijk door gevangenschap, waren allen afwezig; behalve het wetboek van familiesolidariteit, districtsverantwoordelijkheid, beproeving, lex Kham-murabi, ius talionis waren primitieve elementen die bleven bestaan. De koning was een welwillende autocraat, gemakkelijk toegankelijk voor al zijn onderdanen, die zowel de mogelijkheid als de wil bezat om de zwakken te beschermen tegen de hoog-geplaatste onderdrukkers. De koninklijke macht, echter, kon slechts gratie indien de persoonlijke wrok opzij werd gezet. De rechters stonden onder strak toezicht, en beroep aantekenen was toegestaan. Het hele land was bezaaid met feodale landgoederen, belastingsambtenaren, politie, etc. Er was een regulier postsysteem. De Pax Babylonica was in een dergelijk grote mate veilig gesteld dat individuele personen niet aarzelen om in hun rijtuig van Babylon naar de kust van de Middellandse Zee te rijden. De positie van de vrouw was vrij en gerespecteerd.
De Codex bevat niet alleen eigentijdse gebruiken of behoudende oude wetten. Het is waar dat de eeuwen van respectabele en gerechtelijke gewoontes, in de tempelarchieven van elke stad, enorme hoeveelheden gewoonten in oude akten en verslagen van gerechtelijke besluiten, en dat die betrekkingen de stadsgebruiken hadden geassimileerd. De universele gewoonte van het schrijven, en de eeuwige toevlucht tot geschreven contracten, bepaalden nog meer de primitieve gebruiken en oude precedenten.
Op voorwaarde dat de partijen akkoord konden gaan, liet de Codex hen, in de regel, vrij om contracten aan te gaan. Hun akte van overeenkomst werd opgesteld door een publieke notaris in de tempel, en werd bevestigd met een eed "bij god en de koning." Het werd in het openbaar verzegeld, in het bijzijn van professionele getuigen, en door wederzijds geïnteresseerde partijen. De wijze waarop dit werd uitgevoerd kan voldoende waarborg zijn geweest dat de bepalingen niet respectloos of onwettig waren. Het gebruik en de publieke opinie zullen zonder enige twijfel ervoor gezorgd hebben dat er geen verkeerde contracten werden afgesloten. "In het geval van geschil, behandelden de rechters eerst het contract. Zij zouden het aanmoedigen, maar als de partijen het niet betwistten, waren zij vrij om het te onderzoeken. Het besluit van de rechters zou, echter, kunnen betekenen dat zij de zaak doorverwezen. Vele contracten bevatten de voorwaarde die, in geval van een toekomstig geschil, de partijen zich zouden neerleggen bij het "besluit van de koning". De Codex maakte, in een groot aantal zaken, bekend wat die beslissing zou zijn, en veel zaken, waarin een beroep werd gedaan op de koning, gingen terug naar de rechters met het bevel om een beslissing te nemen die in overeenstemming was met de wet. De Codex zelf werd zorgvuldig en logisch gerangschikt, en de orde van de afdelingen werd vastgesteld op basis van hun onderwerp. Desondanks is de orde niet dat van moderne wetenschappelijk verhandelingen, zodat is een enigszins verschillende orde van beide het geschiktst is voor ons doel.

## Drie klassen
Het wetboek deelt de bevolking op in drie klassen: amelu, muskinu en ardu.
De amelu was een patriciër, het hoofd van de familie, wiens geboorte, huwelijk en dood werd geregistreerd; met voorouderlijke landgoederen en in het bezit van het volle burgerrecht. Hij had aristocratische voorrechten en verantwoordelijkheden, en recht op de vereiste vergelding voor lichamelijke verwondingen, maar was onderworpen aan een zwaardere straf voor misdaden en misdrijven, hogere prijzen en boetes. Tot deze klasse behoorden de koning en het hof, de hogere ambtenaren, de beroepen en de vaklieden. De term werd in de loop van de tijd een zuivere hoffelijkheidstitel, maar bezat oorspronkelijk een zekere status. Reeds in het wetboek, toen status niet betrekking had op, werd het gebruikt om "iedereen" aan te duiden: "Er was geen eigendomskwalificatie, noch schijnt de termijn raciaal te zijn."
Het is zeer moeilijk om aan te geven wat een muskinu precies is. De term kreeg in de loop van de tijd de betekenis van "bedelaar", en is met die betekenis via het Aramees en Hebreeuws terechtgekomen in veel moderne talen. Hoewel het wetboek hem niet noodzakelijkerwijs als arm beschouwt, bezat hij waarschijnlijk geen land. Hij was vrij, maar moest financiële compensatie accepteren voor lichamelijke verwondingen, betaalde lagere tarieven en boetes, en hoefde zelfs minder offergaven te schenken aan de goden. Hij woonde in een afgescheiden wijk van de stad. Er is geen reden om hem te beschouwen als iemand die een speciale binding had met het hof, als een koninklijke beschermeling, noch als deel van het grootste deel van de bevolking. De bijzonderheid van, om het even welke verwijzingen naar, hem in eigentijdse documenten maakt van verdere specificatie giswerk.
De ardu was een slaaf, het bezit van zijn meester, en maakte aldus deel uit van een grote klasse. Hij kon wel bezit verwerven en zelfs andere slaven houden. Zijn meester kleedde en voedde hem, en betaalde de rekening van zijn arts, maar kreeg alle compensatie die betaald werd voor zijn verwondingen. Zijn meester zocht voor hem gewoonlijk een slavin als vrouw (de kinderen waren dan geboren slaven), gaf hem een huis (met landbouwbedrijf of handel) en nam eenvoudigweg jaarlijks pacht in ontvangst. Anders zou hij een vrije vrouw kunnen huwen, (de kinderen waren dan vrij) die een bruidsschat zou kunnen meebrengen, waarop zijn meester geen recht kon doen gelden, en bij zijn dood, de helft van zijn bezit naar zijn meester ging als erfgenaam. Hij kon zijn vrijheid krijgen zich vrij te kopen van zijn meester, vrijgelaten worden om in dienst te worden gesteld van een tempel of zelfs worden geadopteerd, als hij een amelu, en niet een muskinu, werd. Slaven werden geworven het buitenland door middel van aankoop, van gevangengenomen tegenstanders, of vrije mannen die zich sociaal verlaagd hadden door schulden of misdaad. Een slaaf liep vaak weg. Wanneer hij gepakt werd was, was de overmeesteraar gebonden om hem aan zijn meester te overhandigen, en de wet bepaalde dat een beloning van twee sjekels aan de overweldiger moest worden betaald aan de overweldiger. Dit was ongeveer één tiende van de gemiddelde waarde. Voor het achterhouden of herbergen, enz., mocht een slaaf als straf worden gedood. Dit was een poging om hem ertoe te brengen om de stad te verlaten. Een slaaf droeg een identificatieteken, die alleen door een chirurgische operatie kon worden verwijderd, en dat later bestond uit de naam van zijn eigenaar die op de arm werd getatoeëerd of gebrandmerkt. Op de grote landgoederen in Assyrië en diens onderworpen provincies waren vele slaven, meestal van een onderworpen ras, gesettelde gevangenen, of voormalige slaven; gebonden aan de grond die zij bewerkten, en verkocht met het landgoed, die nu de mogelijkheid hadden om zelf land en eigendom te bezitten. Er zijn weinig sporen van slaven in Babylonië, tenzij de muskinu werkelijk een slaaf was.

## Burgers: huurders van goden
De god van een stad werd oorspronkelijk beschouwd als de eigenaar van zijn land, dat omgeven werd met een binnenring van irrigeerbaar akkerland en een buitenring van weiland, en de burgers waren zijn huurders. De god en zijn mederegent, de koning, waren lang opgehouden met het ontregelen van de pacht, en stelden zich tevreden met vastgestelde pacht in de vorm van natura, voorraad, geld of diensten.
Een van de vroegste monumenten vermeldt de aankoop door een koning van een groot landgoed voor zijn zoon, die een eerlijke marktprijs betaalde en een goed honorarium betaalde aan de vele eigenaars, in de vorm van dure kleden, verguld vaatwerk, en kostbare meubelen. De Codex erkende het volledige privé eigendom van land, maar breidde duidelijk het recht uit om land te schenken aan volgelingen en kooplieden. Maar al land was verkocht en onderworpen aan vaste lasten. De koning, echter, kon land van deze lasten vrijwaren door middel van een oorkonde, hetgeen regelmatig een manier was om diegenen te belonen, die de staat goed dienden.
Het is uit deze oorkonden dat wij bijna alles te weten kunnen komen over de verplichtingen die op land lagen. De staat eiste mensen op voor het leger en de herendiensten, evenals andere verplichtingen. Een bepaald gebied was gebonden aan het vinden van boogschutters, samen met de aan hem gelieerde piekeniers, (die voor beide het schild droeg) en om hen te voorzien van voorraden voor de campagne. Dit gebied werd met de term "boog" aangeduid in de vroege 8e eeuw v.Chr., maar kwam in de praktijk veel vroeger voor. Later kwamen ruiters ook uit een bepaalde regio. Een man was gebonden om een aantal malen (6?) te dienen, maar het gebied had de plicht om een vervanger te vinden. Deze dienst werd gewoonlijk ingelost door slaven, maar amelu (en misschien ook de muskinu) namen ook deel aan de oorlog. De "bogen" werden gegroepeerd in eenheden van tientallen en honderden. Herendiensten kwamen minder regelmatig voor. De brieven van Hammurabi handelden vaak over vrijstelling. De godsdienstige ambtenaren en de herders verantwoordelijk voor hun kuddes waren van dienst vrijgesteld.
Bijzondere verantwoordelijkheid droegen de oever eigenaars die herstelwerkzaamheden moesten uitvoeren aan kanalen, bruggen, kades, enz. De staat eiste bepaalde aandelen van alle gewassen, voorraden, enz. op. De boodschappers van de koning konden het bezit van iedereen opeisen op vertoon van een ontvangstbewijs. Verder had elke stad zijn eigen patentverplichtingen, gewoonterecht, veerbootrechten, weg- en watertarieven. De koning had al lang opgehouden de eigenaar van het land te zijn, als hij dit al ooit was. Hij had zijn eigen koninklijke landgoederen, zijn privé bezit, en rechten van al zijn onderdanen. De hogere ambtenaren kregen schenkingen en officiële woonplaatsen.
De Codex regelde de feodale positie van bepaalde klassen. Zij bezaten een landgoed van de koning, dat bestond uit een huis, tuin, velden, voorraad, en een salaris, op voorwaarde van persoonlijke dienstverlening aan de koning zijn doelen. Zij konden deze dienst niet afschuiven, op straffe van de dood. Wanneer hij naar het buitenland moest, konden zij een geschikte zoon benoemen om het leengoed te besturen en de plichten te vervullen. Als er geen geschikt zoon was, stelde de staat een locum tenens aan, maar schonk één derde aan de vrouw zodat zij zichzelf en haar kinderen kon onderhouden. Het leengoed was onvervreemdbaar; het kon niet worden verkocht, verpand, geruild, onderverhuurd, vererfd of verkleind worden. Ander land werd gehuurd van de staat. Het voorouderlijke landgoed was strikt gebonden aan de familie. Als een houder zou verkopen, hield de familie het recht van afkoop, en er schijnt geen tijdslimiet geweest te zijn aan dit gebruik.

## Tempel
De tempel bezat een zeer belangrijke positie. Het ontving van zijn landgoederen, naast tienden en andere vastgestelde gelden, evenals van de offergaven (een gebruikelijk deel) en ander offergaven van de gelovigen, enorme hoeveelheden allerlei soorten van natura; naast geld en permanente giften. De grotere tempels hadden vele ambtenaren en bedienden.
Oorspronkelijk, misschien, groepeerde elke stad zich rond één tempel, en elk hoofd van een familie had het recht dienaar te zijn en de inkomsten te delen. Naarmate de stad groeide, verdween het recht op zoveel dagen per jaar bij een of ander heiligdom (of zijn "poort") binnen bepaalde families, en werd een soort bezit dat kon worden verpand, verhuurd of gedeeld binnen de familie, maar niet vervreemd. Ondanks al deze eisen, werden de tempels grote graanschuren en pakhuizen, aangezien zij ook de functie hadden als stadsarchief. De tempel had zijn verantwoordelijkheden. Als een burger door de vijand gevangen was genomen, en hij niet zelf het losgeld kon betalen, moest de tempel van zijn stad dit doen. Naar de tempel kwam ook de arme landbouwer zaad, korrel, of levering voor maaimachines, enz. lenen. - vooruitbetalingen die hij zonder rente terugbetaalde.
De macht van de koning over de tempel was niet eigendomsrecht, maar administratief. Hij zou er kunnen lenen, maar betaalde terug, als andere leners. De tienden schijnt te zijn beschouwd als huur aan de god voor het gebruik van zijn land. Het is niet duidelijk dat alle land tienden betaalde; misschien slechts indien het een speciale binding met de tempel had.
De Code behandelt een klasse van personen (Nadītu) toegewijd aan de dienst van een god, zoals de Vestaalse maagden of hiërodulen. Ze leefden in een groot vrouwenklooster, werd verboden om een herberg in te gaan, maar hadden, samen met andere volgelingen, vele voorrechten.

## Eigendomsrecht

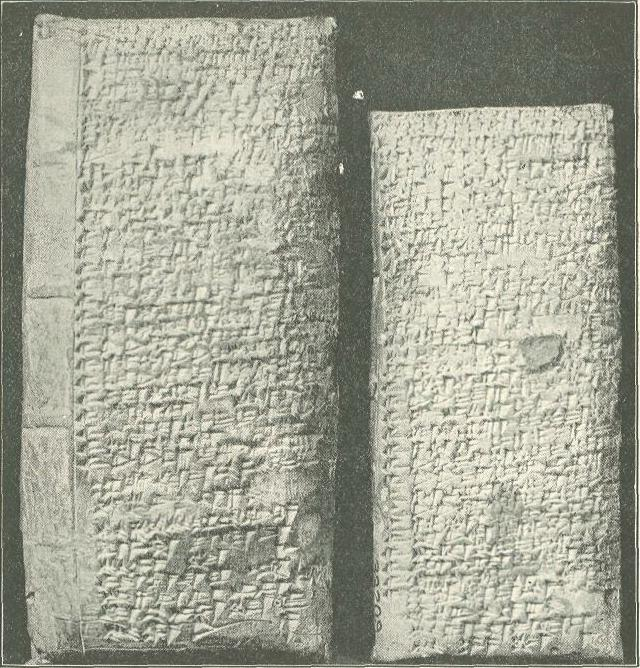
Een Semitisch Babylonisch contracttablet uit de tijd van Hammurabi met een verslag van de verdeling van eigendom. Het eigenlijke tablet is het rechtse, het linkse dat een ander en groter tablet lijkt te zijn is de holle kleien "enveloppe" waarin het rechtse tablet oorspronkelijk in werd bewaard.

De Codex erkende vele manieren om bezit van de hand te doen: verkoop, huur, ruilhandel, gift, toewijding, storting, lening, of verpanding, waren allemaal kwesties van het afsluiten van een contract. De "verkoop" was de levering van de aankoop (in het geval van onroerende goederen, gesymboliseerd door personeel, een sleutel, of akte van overdracht) in ruil voor het aankoopgeld, waarvoor aan beiden een ontvangstbewijs werd gegeven. Het krediet, indien gegeven, werd in verzekerde bewaring gesteld bij de verkoper die door de koper moest worden terugbetaald, waarvoor hij een contract gaf.
De Codex stond geen ongefundeerde eisen zonder documenten of door een eed van getuigen toe. Een koper moest zichzelf overtuigen van de eigendomsrechten van de verkoper. Als hij iets kocht (of ontving door storting) van een minderjarige of een slaaf zonder volmacht, kon hij als dief worden terechtgesteld. Als goederen waren gestolen en door de rechtmatige eigenaar werden opgeëist, moest hij zijn aankoop aantonen door het voor het voetlicht halen van de verkoper en de akte van verkoop, of zij die getuige waren van de verkoop; anders zou hij als dief worden veroordeeld en geëxecuteerd. Als hij zijn aankoop kon aantonen, moest hij het bezit opgeven maar had hij verhaal tegen de verkoper of, als deze was overleden, dan kon hij het vijfvoudige van zijn bezit terugwinnen.
Een man die een slaaf in het buitenland kocht kon tot de ontdekking komen dat de slaaf eerder was gestolen, of gevangen was genomen in Babylonië. In dat geval moest hij hem aan zijn vroegere eigenaar teruggeven zonder schadeloosstelling. Als iemand onroerend goed kocht dat tot een feodaal bezit behoorde, of tot een afdeling van de kanselarij, moest hij het teruggeven en verspeelde hij eveneens zijn geld. Hij kon de betaling van een slaaf, die getroffen was door de bennu ziekte, weigeren te voldoen binnen de termijn van één maand (later, honderd dagen), en kreeg een nieuwgekochte vrouwelijke slaaf drie dagen "op zicht". Een gebrek aan kwalificatie, of een tekort van titel, of een geheimgehouden handicap, kon een verkoop elk ogenblik ongeldig maken.

## Het huren
Landeigenaren bewerkten vaak zelf hun land, maar konden ook een landman in dienst nemen of huren. De landman had tot taak op juiste wijze de grond te bewerken, het kweken van, een gemiddelde opbrengst aan, gewassen, en moest het veld als goede akker achterlaten. In geval dat het gewas mislukte, voorzag de Codex in een wettelijk opgelegde teruggave. Land kon worden verpacht tegen een vastgestelde pachtsom hoewel de Codex bepaalde dat het eventuele verlies voor rekening van de huurder was. Indien het ging om aandeel-winst, deelden de eigenaar en de huurder evenredig het verlies op basis van, het eerder, door hun vastgestelde aandeel van winst. Als de huurder zijn huur betaalde en het land in goede orde achterliet, kon de eigenaar niet tussenbeide komen of een verbod opleggen inzake onderverhuur.
Woeste gronden waren vrij om te worden ontgonnen, de huurder die drie jaar huur-vrij was, betaalde in het vierde jaar een vastgestelde pachtsom. Als de huurder verzuimde om het land te verbeteren, bepaalde de Codex dat hij het land in goede staat moest teruggeven en stelde een wettelijk opgelegde huur vast. Tuinen of plantages werden gehuurd op dezelfde wijze en onder dezelfde voorwaarden; maar voor dadelbossen, werd een vrije termijn van vier jaar toegestaan.
Het deelpachtersysteem was in mode, vooral bij tempelland. De pachtheer vond land, werk, ossen voor het ploegen en het in werking houden van irrigatiesystemen, het vervoeren van vracht, het dorsen of andere toepassingen, zaaizaad, proviand voor de werklieden en veevoeder voor het vee. De huurder, of beheerder, had gewoonlijk ander land dat zijn eigendom was. Als hij het zaad, de rantsoenen of het veevoeder stal, bepaalde de Codex dat zijn vingers als straf moesten worden afgesneden. Als hij zich het gereedschap toe-eigende of verkocht, het vee uitputte of onderverhuurde, werd hij zwaar beboet, en bij verzuim van betaling kon hij worden veroordeeld om te worden gevierendeeld door het vee op het veld. De huur was zoals was aangegaan.
Irrigatie was onontbeerlijk. Als de irrigator verzuimde om zijn dijk te herstellen, of zijn goot liet openstaan en hierdoor een overstroming veroorzaakte, moest hij de schade goed maken die aan de gewassen van zijn buren wordt berokkend, of met zijn familie worden verkocht om de kosten te betalen. De diefstal van een het water geven machine, water-emmer of ander landbouwinstrument werd zwaar gezuiverd.
De huizen werden gewoonlijk voor de periode van één jaar gehuurd, maar ook voor een langere periode. De huur werd, vooraf, halfjaarlijks betaald. Óver het algemeen stond in het contract opgenomen, dat het huis in goede staat moest worden gehouden en dat de huurder hieraan werd gehouden. Het houtwerk, met inbegrip van deuren en de deursponningen, was verwijderbaar, en de huurder mocht naar believen bepalen wat hij liet staan of weghaalde. In de Codex was een bepaling opgenomen dat, als de eigenaar het huis zou opeisen voordat de huurtermijn voorbij was, hij een evenredig deel van de huur moest terugbetalen. Het land werd verhuurd voor de bouw van huizen of andere gebouwen, de huurder was voor een periode van acht of tien jaar huurvrij; daarna kwam het gebouw in het bezit van de eigenaar.

## Ingehuurde arbeid
Ondanks de aanwezigheid van een grote groep slaven, was het inhuren van arbeid vaak nodig, vooral bij oogst. Dit was een kwestie van het afsluiten van een contract. De werkgever, die gewoonlijk vooraf betaalde, kon een zakelijk onderpand eisen in geval dat het werk niet werd verricht. Vee werd gehuurd voor het ploegen, het in beweging houden van de irrigatieapparatuur, het trekken van de kar, het dorsen, enz. In de Codex was een statutair loon vastgesteld voor zaaiers, ossendrijvers, veldarbeiders, en de huur voor ossen, ezels, enz.
Er waren veel runderen en schapen. De kuddes werden toevertrouwd aan een herder, die een ontvangstbewijs afgaf voor het in ontvangst genomen vee, die hij vervolgens meenam naar de weides. De hoogte van zijn loon was vastgelegd in de Codex. Hij was verantwoordelijk voor de zorg van elke os en schaap, was verantwoordelijk voor het veilig terugbrengen en moest het vee, naar tevredenheid van de eigenaren, fokken. Elk oneerlijk gebruik van de kudde moest tienvoudig worden terugbetaald, maar verlies als gevolg van ziekte of wilde dieren waren voor rekening van de eigenaar. De herder vergoedde alle kosten die toe te schrijven waren aan zijn verwaarlozing. Als hij de kudde liet grazen op een akker met gewassen, moest hij het viervoudige aan schade betalen; als hij het vee liet keren in staande gewassen, terwijl ze in de kooi moesten zijn, betaalde hij het twaalfvoudige.

## Schuld
In op de verkoop gerichte aangelegenheden was betaling in natura nog gebruikelijk, hoewel in contracten de prijs gewoonlijk in contant geld werd bepaald, waarin de gebruikelijke prijs werd genoemd—hetgeen gebruikelijk was in Babylon, Larsa, Assyrië, Karkemish, enz. De Codex bepaalde, echter, dat het een schuldenaar moest worden toegestaan om in de vorm van de opbrengst, volgens een wettelijk opgelegde evenredige verhouding, te mogen betalen. Als een schuldenaar geld noch gewassen had, mocht de crediteur geen goederen weigeren.
De schuld werd gewaarborgd door de persoon van de schuldenaar. De Codex verbood beslaglegging op het graan van een schuldenaar; de crediteur moest het niet alleen teruggeven, maar zijn onwettige actie verbeurde zijn gehele eis. Een onrechtvaardige beslaglegging voor schuld werd beboet met de inbeslagname van een werkos.
De schuldenaar die gearresteerd werd voor een schuld kon iemand voordragen als mancipium, of gijzelaar die de schuld door werk moest afbetalen zoals zijn vrouw, een kind, of slaaf. De crediteur kon een vrouw of een kind slechts drie jaar als mancipium houden. Als de mancipium door een natuurlijke dood stierf terwijl hij in het bezit was van de crediteur, kon er geen eis worden ingediend tegen de laatstgenoemde; maar als de doodsoorzaak door wreedheid was veroorzaakt, moest hij zoon voor zoon geven, of voor een slaaf betalen. Hij kon een slaaf-gijzelaar verkopen, met uitzondering van een slavin die de meester kinderen had geschonken; zij moest door haar eigenaar worden teruggekocht.
De schuldenaar kon zijn bezit ook verpanden, en in contracten werd vaak een akker, een huis of een gewas verpand. De Codex bepaalde, echter, dat de schuldenaar het gewas altijd zelf zou moeten oogsten en de crediteur daarvan moest betalen. Als het gewas mislukte, werd de betaling uitgesteld, en mocht er geen rente voor dat jaar worden opgelegd. Als de schuldenaar de akker niet zelf verbouwde, moest hij voor de opbrengst betalen, maar als de verbouw reeds beëindigd was, moest hij het zelf oogsten en zijn schuld uit de opbrengst betalen. Als de landbouwer geen gewas kreeg, zou dit zijn contract niet annuleren.
Het onderpand werd vaak vastgesteld op basis van de intrinsieke waarde van het artikel dat gelijkwaardig was aan het bedrag van de schuld; maar het onderverpachten van land was gebruikelijker, waar de winst van het onderpand opwoog tegen de rente van de schuld. Het gehele bezit van de schuldenaar kon worden beleend als zakelijk onderpand dat, bij in gebreke blijven, in het bezit van de crediteur kwam. In Babylon werden vaak persoonlijke waarborgen gegeven die de schuldenaar zou terugbetalen, of de borg werd zelf aansprakelijk gesteld.

## Handel
Er was sprake van een uitgebreide handel. Voor een handelaar was het gebruikelijk om zijn goederen of geld aan een reizende agent toe te vertrouwen, die op zoek ging naar een afzetgebied voor zijn goederen. De karavanen reisden tot ver voorbij de grenzen van het rijk.
In de Codex stond een bepaling dat de agent een inventarisatie moest opmaken, en een ontvangstbewijs moest geven, voor alles wat hij ontving. Er kon geen vordering worden gelegd op iets dat niet op deze manier was binnengekomen. Zelfs als de agent geen winst maakte, was hij gebonden aan de regel om dubbel uit te keren wat hij had ontvangen; als hij minder winst maakte, moest hij het tekort compenseren; maar hij was niet verantwoordelijk voor verlies door beroving of afpersing op zijn reizen. Bij zijn terugkeer moest de geldhandelaar hem een ontvangstbewijs geven voor wat aan hem werd overhandigd. Elke valse boeking of vordering op het deel van de agent werd drievoudig bestraft; voor het geleende deel van de handelaar, zesvoudig. In normale gevallen, werd de winst verdeeld volgens contract, gewoonlijk gelijkelijk.
Een aanzienlijk aantal expedities (waren vooruitgaat aan de agenten omhoog voorzijde) werd verricht door de karavanen. De drager gaf een ontvangstbewijs voor de verzending, nam de verantwoordelijkheid op zich, en eiste een ontvangstbewijs na levering. Als hij in gebreke bleef, betaalde hij het vijfvoudige. Hij werd gewoonlijk vooruit betaald. Voor het in bewaring geven, met name de opslag van graan, stond een tenlastelegging van één zestigste. De eigenaar van het pakhuis droeg alle risico's, betaalde dubbel voor alle tekorten, maar er kon geen vordering worden gemaakt tenzij hij een goed ontvangstbewijs als getuigenis had afgegeven.
Het verkeer op de Eufraat en het kanaalsysteem was vanaf het begin, vrij aanzienlijk. Schepen, waarvan het tonnage werd berekend door middel van de hoeveelheid graan dat zij konden vervoeren, werden voortdurend gehuurd voor het vervoer van allerlei soorten goederen. De Codex stelde de prijs voor de scheepsbouw vast, en bepaalde dat een scheepsbouwer een garantie moest afgeven voor de zeewaardigheid van het schip met een looptijd van één jaar. Het stelde ook het tarief van huur voor schip en bemanning vast. De kapitein was verantwoordelijk voor vracht en het schip; hij moest alle kosten van verlies vergoeden. Zelfs als hij het schip vlot kreeg, moest hij een boete betalen dat de helft van de waarde bedroeg, in geval de boot was gezonken. In geval van een botsing, was de varende boot de veroorzaker van schade aan de boot die voor anker lag.
De Codex regelde ook het vervoer van alcoholische dranken - waarbij een redelijke prijs voor bier werd vastgesteld, en een verbod op het stilzwijgen van de herbergier (een vrouw) bij wanordelijk gedrag of verraderlijke vereniging, op straffe van de dood. Zij werd verzocht om de overtreders mee te nemen naar het paleis - hetgeen laat doorschemeren dat er een efficiënt en toegankelijk politiesysteem was.
Betaling door een bankier of door een geschreven wisselbrief tegen deposito kwam vaak voor. De te betalen bedragen waren verhandelbaar. Rente werd zelden ten laste gelegd maar voorgeschoten door de tempel of rijke landeigenaren voor dringende behoeften, maar dit kan deel hebben uitgemaakt van het deelpachtersysteem. De leners kunnen huurders geweest zijn. De rente werd door zeer hoge tarieven belast voor achterstallige leningen van deze soort. De handelaren (en in sommige gevallen zelfs de tempels) gaven gewoonlijk bedrijfsleningen uit, met een rente oplopend van 20% tot 30%.

## Het familierecht

### Huwelijk
Het huwelijk hield in hoofdzaak de vorm van koop in, maar was in wezen een contract om samen man en vrouw te zijn. Het huwelijk van jonge mensen werd gewoonlijk geregeld tussen de verwanten - de vader van de bruidegom stelde de bruidsprijs vast, die met andere cadeaus, die de huwelijkskandidaat ceremonieel presenteerde aan de vader van de bruid. Deze bruid-prijs werd gewoonlijk overhandigd door de bruid haar vader aan aan haar op haar huwelijk, en kwam zo terug in het bezit van de bruidegom, samen met haar bruidsschat, wat haar gedeelte als dochter was.
De bruidsschat kon in omvang zeer verschillen, al naargelang de status van de partijen, maar overtrof de prijs van een slaaf. De Codex bepaalde dat indien de vader de giften van de man had goedgekeurd, en hij hem niet zijn dochter afstond, dat hij de dubbele waarde moest betalen van de bruidsprijs. Dit werd zelfs gedaan als zijn besluit werd bewerkstelligd door een schriftelijke aanklacht namens de vriend van huwelijkskandidaat, en de Codex bepaalde dat de onbetrouwbare vriend niet met het meisje huwen. Als een huwelijkskandidaat zijn mening veranderde, verbeurde hij de cadeaus.
De bruidsschat kon onroerende goederen omvatten, maar bestond over het algemeen uit persoonlijke bezittingen en huishoudelijk meubilair. Het bleef eigendom van de vrouw gedurende haar leven, en ging over op haar kinderen, als zij die had, en keerde anders terug naar haar familie, terwijl de echtgenoot de bruidsprijs in mindering kon brengen als dit niet aan haar was gegeven, of teruggeven als dit wel het geval was geweest.
De huwelijksceremonie omvatte het samenvoegen van de handen en het uiten van enkele formules van goedkeuring van de zijde van de bruidegom, zoals "ik ben de zoon van edellieden, zilver en goud zullen uw schoot vullen, gij zult mijn vrouw zijn, zal ik uw echtgenoot zijn. Zoals het fruit van een tuin zal ik u nakomelingen geven." De ceremonie moest door een vrije man worden uitgevoerd.
Het huwelijkscontract - zonder welke de Codex besliste dat de vrouw geen echtgenote was - somde gewoonlijk de gevolgen op waaraan elke partij voor het niet erkennen van andere aansprakelijk was. Deze gaan in niet noodzakelijkerwijs met de Codex akkoord. Vele voorwaarden zouden kunnen zijn opgenomen: zoals de voorwaarde dat de vrouw moest handelen als dienstmeid aan haar schoonmoeder, of aan een eerste vrouw.
Het gehuwde paar vormde een eenheid in verband met externe verantwoordelijkheid, vooral voor schuld. De man was verantwoordelijk voor schulden aangegaan door zijn vrouw, zelfs vóór haar huwelijk, evenals voor die van hemzelf; maar hij kon zijn vrouw als mancipium gebruiken. Vanaf hier stond de Codex een voorbehoud toe die in het huwelijkscontract kon worden vermeld, dat de vrouw niet kon worden overgedragen voor schulden van haar man die voorafgaande aan het huwelijk waren aangegaan; maar bepaalde dat hij ook niet verantwoordelijk was voor schulden die voorafgaande aan het huwelijk door haar waren aangegaan, en, in elk geval, dat beide samen verantwoordelijk waren voor alle schulden die afgesloten werden na het huwelijk. Een man kon zijn vrouw een schenking geven bij akte of geschenk, dat haar een levenslang aandeel voor een deel van zijn bezit gaf, en hij zou aan haar het recht kunnen voorbehouden het aan een favoriet kind na te laten; maar zij kon in geen geval het aan haar familie nalaten. Hoewel gehuwd, bleef zij altijd een lid van het huis van haar vader - zij wordt zelden vrouw van A genoemd; gewoonlijk dochter van B, of moeder van C.

## Scheiding
Scheiding was een keuzemogelijkheid voor de man, maar hij moest de bruidsschat teruggeven, en als de vrouw hem kinderen had geschonken, had zij de voogdij over hen. Hij moest haar het inkomen van het veld, of tuin, afstaan evenals goederen, zodat zij zichzelf en haar kinderen kon onderhouden tot zij volwassen waren. Zij deelde eveneens met hen in de toelage (en blijkbaar in zijn landgoed bij zijn dood) en het stond haar vrij om opnieuw huwen. Als zij geen kinderen had, gaf hij haar de bruidsschat terug, en betaalde haar een som geld dat gelijk stond aan de waarde van de bruidsschat - of een mina aan zilver, als er geen bruidsschat was geweest. Het laatste was de prijs die gewoonlijk genoemd werd in het contract voor zijn verwerping van haar.
Als zij een slechte vrouw was geweest, stond de Codex hem toe om haar weg te zenden, terwijl hij de kinderen en haar bruidsschat hield; of hij kon haar degraderen tot de positie van een slaaf in zijn eigen huis, waar zij voedsel en kleding kreeg. Zij kon een proces tegen hem starten voor wreedheid of verwaarlozing en, als zij haar zaak rond kon krijgen, een gerechtelijke scheiding verkrijgen, waarna zij haar bruidsschat mocht meenemen. De man werd niet gestraft. Als zij haar zaak niet rond kon krijgen, en dat duidelijk werd dat zij een slechte vrouw was, werd zij verdronken.
Als zij tijdens de gedwongen afwezigheid van haar echtgenoot zonder middelen van bestaan werd achtergelaten, kon zij samen gaan wonen met de een andere man, maar moest naar haar echtgenoot terugkeren als hij terugkwam, de kinderen van de tweede relatie bleven bij hun eigen vader. Als zij middelen van bestaan had, werd dit als overspel beschouwd en een reden tot het verbreken van het huwelijk. De opzettelijke afwezigheid van, of verbanning van, de echtgenoot ontbond het huwelijk, en als hij terugkeerde, had hij geen aanspraken op haar bezit; mogelijk zelfs niet op die van hemzelf.

### Weduwschap
Een weduwe nam de plaats in van haar echtgenoot in de familie, die in zijn huis leefde, en de kinderen grootbracht. Zij kon slechts hertrouwen met rechterlijke toestemming, want de rechter werd gehouden om het landgoed van de overledene te inventariseren en het aan haar en haar nieuwe echtgenoot in vertrouwen voor de kinderen te overhandigen. Zij konden geen een enkel werktuig vervreemden.
Als zij niet hertrouwde, leefde zij in het huis van haar echtgenoot en ontving een kindsdeel bij de verdeling van zijn landgoed, als de kinderen volwassen waren geworden. Zij behield haar bruidsschat en een gift die bij akte aan haar overgedragen was door haar echtgenoot. Als zij hertrouwd was, deelden al haar kinderen in haar bruidsschat, maar de gift van de eerste echtgenoot viel toe aan zijn kinderen, of door haar keuze onder hen viel, als dat zo beslist was.

### Zwangerschap
Monogamie was de regel, en een kinderloze vrouw kon haar echtgenoot een meisje (dat geen echtgenote was) geven om zijn kinderen te verwekken, die dan als de hare werden beschouwd. Zij bleef meesteres van haar meisje, en kon haar degraderen tot slavin voor onbeschaamd gedrag, maar kon haar niet verkopen als deze haar echtgenoots kinderen had gedragen. Als de echtgenote dit wel deed, stond de Codex de echtgenoot niet toe om een concubine te nemen; maar als zij dat niet deed, kon hij dit doen. De concubine was een bijzit, en hoewel zij niet van dezelfde stand was, had de eerste vrouw geen macht over haar.
Een concubine was een vrije vrouw, kreeg vaak een bruidsschat voor een huwelijk, en haar kinderen waren wettig. Scheiding was slechts mogelijk onder dezelfde voorwaarden als een echtgenote. Als een vrouw blijvend invalide werd, was de echtgenoot gehouden om haar in het huis te houden dat zij samen hadden gebouwd, tenzij zij ervoor koos om haar bruidsschat terug te nemen en naar het huis van haar vader terug te keren; maar het stond hem vrij om te hertrouwen. In al deze gevallen, waren de kinderen legale en wettige erfgenamen.
Er was, natuurlijk, geen belemmering voor een man om kinderen te verwekken bij een slavin. Deze kinderen waren in ieder geval vrij, en hun moeder kon dan niet worden verkocht, hoewel zij ertoe kon worden aangezet een plechtige belofte te doen, en werd zij vrijgelaten na de dood van haar meester. Haar kinderen konden door de erkenning van hun vader vóór getuigen worden gewettigd, en werden vaak geadopteerd. Zij namen gelijkelijk deel in de verdeling van het onroerend goed van hun vader; maar als zij niet werden geadopteerd, verdeelden de kinderen van de echtgenote de erfenis en hadden zij de eerste keus.
Nadītus werden niet geacht om kinderen te krijgen, maar zij mochten trouwen en deden dat ook vaak. De Codex verwachtte dat zo'n vrouw haar echtgenoot een meisje zou geven, zoals hierboven reeds werd vermeld.
Vrije vrouwen hadden de mogelijkheid om met slaven te trouwen en konden nog een bruidsschat krijgen voor het huwelijk. De kinderen waren vrij. Bij de dood van de slaaf nam de vrouw haar bruidsschat en helft van het bezit dat zij en haar echtgenoot in huwelijk hadden verworven mee voor zichzelf en haar kinderen; de meester nam de andere helft, als erfgenaam van zijn slaaf.
Een vader had zeggenschap over zijn kinderen tot hun huwelijk. Hij had recht op hun arbeid, in ruil voor hun levensonderhoud. Hij kon ze verhuren en hun lonen ontvangen, hen gebruiken als onderpand voor een schuld, en zelfs verkopen. De moeders hadden dezelfde rechten bij afwezigheid van de vader; oudere broers, als beide ouders dood waren. Een vader had geen recht op zijn gehuwde kinderen voor ondersteuning, maar zij behielden het recht om te erven bij zijn dood.
De dochter was niet alleen in de macht van haar vader voor wat betreft het huwelijk, maar kon haar ook in dienst stellen van een god als Nadītu of hiërodule; of haar als concubine weggeven. Zij had in deze zaken geen keus, die vaak in haar kinderjaren werden beslist. Een volwassen dochter kon de wens uiten om een non te worden, in plaats van uitgehuwelijkt te worden voor een onaangenaam huwelijk, en het schijnt dat haar vader niet haar wens kon weigeren.
In al deze gevallen, kon de vader haar een bruidsschat geven. Als hij dit niet deed, waren haar broers, na de dood van de vader, gebonden dit te doen, en moesten haar een volledig kindsdeel als een vrouw, een concubine of Nadītu, maar één derde van het aandeel van een kind als zij een hiërodule of een priesteres van Marduk was. De laatstgenoemden hadden het voorrecht van vrijstelling van staatsgelden, en absolute beschikking over haar bezit. Alle andere dochters hadden slechts een het levensrente met hun bruidsschat, die terugviel aan hun familie, bij gebrek aan kinderen, of ging naar hun kinderen als zij die hadden. Een vader zou echter, bij akte, kunnen vastleggen om een dochter zeggenschap te geven om haar bezit na te laten aan een favoriete broer of een zuster.
Het landgoed van een dochter werd gewoonlijk geleid door haar haar broers, maar als zij haar teleurstelden, kon zij een beheerder benoemen. Als zij huwde, regelde haar echtgenoot dit. De zoon schijnt ook zijn aandeel uit het huwelijk ontvangen te hebben, maar verliet niet altijd het huis van zijn vader; hij kon zijn vrouw binnenhalen. Dit was gebruikelijk bij kindhuwelijken.

### Adoptie
Adoptie was zeer gebruikelijk, met name wanneer de vader (of moeder) kinderloos was, of als hij zijn kinderen had opgevoed en zien huwen. Het kind werd dan geadopteerd om zorg te dragen voor de oude dag van de ouders. Dit werd geregeld door middel van een contract, dat gewoonlijk specificeerde wat de ouder moest nalaten en welk onderhoud werd verwacht. De, eventuele, eigen kinderen waren gewoonlijk toestemmende partijen aan een regeling die hun verwachtingen afsneed. In sommige gevallen zochten zij zelfs een landgoed voor het goedgekeurde kind dat hen van de zorg moest verlichten. Als het goedgekeurde kind er niet in slaagde om de kinderlijke plichten uit te voeren, werd het contract geannuleerd door het gerechtshof. Slaven werden vaak geadopteerd, en als zij onkinderlijk bleken, werden zij opnieuw tot slaaf gedegradeerd.
Een vakman keurde vaak een zoon goed om hem het ambacht te leren. Hij profiteerde door de arbeid van zijn zoon. Als hij er niet in slaagde om zijn zoon het ambacht bij te brengen, kon die zoon hem vervolgen en het contract annuleren. Dit was een vorm van leertijd, en het is niet duidelijk of de leerjongen een vader-zoon relatie had.
Een man die een zoon goedkeurde, daarna huwde en zelf een gezin stichtte, kon het contract ontbinden, maar moest het geadopteerde kind één derde van het kindsdeel in goederen schenken, maar niet onroerend goed. Dat kon slechts overgaan op de eerdergenoemde familie. Nadītus adopteerden vaak dochters, gewoonlijk andere Nadītus, om voor hun oude dag te zorgen.
De adoptie kon slechts plaatsvinden met instemming van de echte ouders, die gewoonlijk een akte lieten opstellen waarbij het kind overging en waarbij het recht ophield te bestaan om een eis bij hen neer te leggen. Maar Nadītus, hiërodulen, bepaalde paleisambtenaren en slaven hadden geen rechten over hun kinderen en konden geen probleem veroorzaken. De wezen en onwettige kinderen hadden geen ouders om bezwaar tegen aan te tekenen. Als het geadopteerde kind zijn werkelijke ouders vond en naar hen terug wilde keren, werd zijn oog uitgedrukt of tong uitgerukt. Een geadopteerd kind was een volle erfgenaam; het contract zou hem zelfs de positie van oudste zoon kunnen toewijzen. Gewoonlijk was hij universeel erfgenaam.

### Erfgenamen
Alle wettige kinderen deelden evenredig in de nalatenschap van de vader na diens dood. Een uitzondering werd gemaakt voor de bruidsprijs voor een ongetrouwde zoon, de bruidsschat voor een dochter, of bezit bij akte overgedragen aan de favoriete kinderen door de vader. Er was geen eerstgeboorterecht toegekend aan de positie van oudste zoon, maar hij trad gewoonlijk op als executeur-testamentair, en, na overweging van wat elk reeds had ontvangen, bracht hij de verdeling in evenwicht. Hij schonk zelfs in overvloed toelagen aan anderen van zijn eigen deel. Als er twee weduwen waren met gegronde kwesties, deelden beide families gelijkelijk in de nalatenschap van de vader, in later tijden nam de eerste familie twee derde deel. De dochters kregen, bij gebrek aan zonen, de rechten van zonen. De kinderen deelden ook het bezit van hun eigen moeder, maar hadden geen aandeel in dat van een stiefmoeder.
Een vader kon een zoon in vroeger tijden zonder beperking onterven, maar de Codex drong aan op rechterlijke toestemming, en dan slechts voor herhaald onkinderlijk gedrag. In vroege tijden werd de zoon, die zijn vader verloochende, van zijn gezichtshaar ontdaan, werd een slavenmerk aangebracht, en kon vervolgens als slaaf worden verkocht, terwijl als hij zijn moeder loochende van zijn gezichtshaar werd ontdaan, rond de stad werd gedreven als voorbeeld en verdreven van zijn huis, maar niet gedegradeerd tot slaaf.

### Overspel
Overspel werd bestraft met de dood door verdrinking van beide partijen; maar als de echtgenoot bereid was om zijn vrouw te vergeven, kon de koning tussenbeide komen om gratie te verlenen aan de minnaar. Voor incest met de eigen moeder werden beide veroordeeld tot de dood door verbranding; met een stiefmoeder werd de man onterfd; met een dochter; werd de man verbannen, met een schoondochter; dood door verdrinking, met de verloofde van een zoon; werd hij beboet. Een vrouw die voor het belang van haar minnaar de dood van haar echtgenoot bewerkstelligde werd opgehangen. Een aanstaande bruid die door haar potentiële schoonvader werd verleid, nam haar bruidsschat en keerde naar haar familie terug, en was vrij te huwen als zij daarvoor koos.

## Straf
In het wetboek van strafrecht was het uitspraakprincipe ius talionis. Het oog om oog, tand om tand, lidmaat voor lidmaat was de straf voor een aanval op een amelu. Een soort van symbolische vergelding was de straf voor de beledigende partij, die tot uiting kwam in het afsnijden de hand die een vader sloeg of een bezit stal; bij het afsnijden van de borst van een zoogster die een ondergeschoven kind voor het kind dat aan haar wordt toevertrouwd verving; in het verlies van de tong die vader of moeder ontkende (in de Elamitische overeenkomsten, werd dezelfde sanctie opgelegd voor meineed); in het verlies van het oog dat door nieuwsgierige ogen in verboden geheimen had rondgekeken. Het verlies van de hand van de chirurg die het verlies van een leven of lidmaat veroorzaakte; of de hand van degene die het de identificatieteken van een slaaf uitwiste, zijn gelijksoortig. De slaaf die een vrije man sloeg of zijn meester ontkende, verloor een oor, het orgaan van luisteren en symbool van gehoorzaamheid. Een ander in doodsgevaar brengen door het indienen van een valse beschuldiging werd bestraft met de dood. Het veroorzaken van vrijheidsberoving of verlies van bezit door het afleggen van een valse getuigenis werd met dezelfde sanctie bestraft als een pleger van meineed op een ander poogde te brengen.
De doodstraf werd overvloedig uitgesproken inzake diefstal, en andere misdaden die overeenkomstig deze sectie beschouwd werden: voor diefstal met betrekking tot de binnenkomst in het paleis of tempelschatkist, voor onwettige aankoop van een minderjarige of slaaf, voor het verkopen van gestolen goederen of het ontvangen daarvan, voor gemeenschappelijke diefstal in niet-afgesloten ruimtes (bij gebrek aan diverse restauraties) of het ontvangen van goederen uit deze diefstal, voor valse aanspraken op goederen, voor ontvoering, voor het helpen of verbergen van voortvluchtige slaven, voor het vasthouden of het zichzelf toewijzen van slaven, voor banditisme, voor frauduleuze verkoop van drank, voor wanordelijk gedrag in een herberg, voor het machtigen van persoonlijke diensten, voor de verduistering van de heffing, voor onderdrukking van feodale houders, voor het veroorzaken van dood van een gezinshoofd door de slechte bouw. De wijze van executie wordt niet gespecificeerd in deze gevallen.
Deze doodstraf werd ook bevestigd voor gedrag dat een ander in doodsgevaar brengt. Een nauwkeurig beschreven vorm van doodstraf komt in de volgende gevallen voor: opknopen (op de plek waar de misdaad is gepleegd) voor inbraak, later ook voor het aantasten van de weg van de koning, voor het uitwissen van een slavenbrandmerk, voor het bewerkstelligen van de dood van een echtgenoot; verbranding voor bloedschande met eigen moeder, voor een Nadītu die een herberg opent of ingaat, voor diefstal bij brand (ter plekke); verdrinking voor overspel, verkrachting van een verloofd meisje, bigamie, slecht gedrag als vrouw, en verleiding van een schoondochter.
Een bijzondere aanvulling van het ius talionis is de dood van de zoon van de crediteur voor zijn vader, die de dood van de zoon van een schuldenaar heeft veroorzaakt als mancipium; van de zoon van een aannemer voor zijn vader, die de dood van een zoon van een huiseigenaar, veroorzaakt door het huis slecht te bouwen; de dood van een man zijn dochter, omdat haar vader de dood van een andere man zijn dochter veroorzaakte.
De contracten natuurlijk betreffen dergelijke misdadige gevallen niet bovengenoemd, in het algemeen, maar de huwelijkscontracten specificeren dood door wurging, verdrinking, het van een toren of pinakel van een tempel, of door het zwaard, voor de verstoting door een vrouw van haar echtgenoot. Wij hebben geen bewijsmateriaal met betrekking tot de beul in al deze gevallen.
Verbanning werd opgelegd voor bloedschande met een dochter; onterving voor bloedschande met een stiefmoeder, of voor herhaald onkinderlijk gedrag. Zestig slagen met een, uit ossehuid vervaardigde, zweep werden opgelegd voor een brute aanval op een meerdere, die allebei amelu zijn.
Brandmerken (misschien gelijk aan degradatie tot slavernij) was de straf voor laster over een getrouwde vrouw of Nadītu. Langdurige ontbering van hulp in geval van een corrupte rechter. Slavernij overkwam een verkwistende vrouw en onkinderlijke kinderen. Gevangenschap was gebruikelijk maar werd niet erkend door de Codex.
Het meest gebruikelijke van alle straffen was het opleggen van een geldboete. Dit werd door de Codex opgelegd in geval van lichamelijke verwondingen bij een munisku of bij een slaaf (dat uitbetaald werd aan de meester); voor het schade toebrengen aan bezit, of voor het verbreken van een contract. Het teruggeven van goederen na toe-eigening, illegaal gekocht, of beschadigd door nalatigheid, ging gewoonlijk vergezeld van een geldboete, die de hoogte had van een meervoudige teruggave. Dit kon het dubbele, drievoudige, vijfvoudige, zesvoudige, tienvoudige, twaalfvoudige en zelfs dertigvoudige zijn, overeenstemmend met de enormiteit van het vergrijp.
De Codex erkende het belang van opzet. Een man die een andere man had gedood in een ruzie moest zweren dat hij niet de intentie had gehad dit te doen, en werd dan alleen beboet voor een bedrag dat overeenstemde met de rang van de overledene. De Codex geeft niet aan wat de straf voor moord was, maar de doodstraf werd zo vaak toegekend in zaken waarin moord in het spel was, dat we nauwelijks hoeven te twijfelen dat de moordenaar ter dood werd gebracht. Als de aanval alleen leidde tot verwondingen waarbij het toebrengen van verwondingen onopzettelijk was, moest de aanvaller de dokterskosten betalen. Een brandmerker, opgeroepen om een identificatiemerk van een slaaf te verwijderen, kon zweren bij zijn onschuld en was dan vrij. De eigenaar van een os, die een man op straat had doorboord, was alleen verantwoordelijk voor de schade als de os bij hem bekendstond als weerspannig - zelfs als dit de dood tot gevolg had. Als de mancipium een natuurlijke dood stierf tijdens zijn verblijf bij de crediteur, dan kwam de crediteur er ongestraft van af. In gewone zaken werd verantwoordelijkheid niet verlangd voor ongelukken of voor meer dan gewone zorg. Armoede verontschuldigde bigamie in geval van een verlaten vrouw.
Aan de andere kant werden achteloosheid en nalatigheid streng gestraft, zoals in de zaak van de ongeschoolde arts, als dit leidde tot het verlies van een leven of een ledemaat, dan werden zijn handen afgeslagen, een slaaf moest worden vervangen, het verlies van zijn oog moest worden betaald voor een bedrag van de helft van de waarde van de slaaf. een dierenarts die de dood van een os of ezel veroorzaakte, betaalde een kwart van de waarde; een aannemer wiens nalatige werkzaamheden oorzaak waren voor een sterfgeval, betaalde met zijn leven of met dat van zijn zoon, verving de slaaf of goederen, en moest in ieder geval het huis herbouwen, of herstelwerkzaamheden verrichten aan het beschadigde huis en het mankement. De scheepsbouwer moest een constructiefout of schade eveneens herstellen binnen de garantietijd van precies een jaar.
Overal is in de Codex het respect voor status zichtbaar. Een verdachtmaking was niet genoeg. Een misdaad moest worden vermeld in de aangifte, bijvoorbeeld de echtbreker, enzovoort. Een man kon niet worden beschuldigd van diefstal totdat de goederen waren gevonden tussen zijn bezittingen.
De genomen beslissing werd vastgelegd in een geschrift, verzegeld en bevestigd door de rechters, de ouden, getuigen en een klerk. Vrouwen zouden kunnen deelnemen binnen al deze bevoegdheden. De partijen zwoeren een eed, vastgelegd in het document, om naleving ervan te bedingen. Ieder kreeg een kopie en een exemplaar hield de klerk om deze op te slaan in de archieven.
In geval van een proces gaf de klager de voorkeur aan zijn eigen pleidooi. Er zijn geen aanwijzingen over de aanwezigheid van professionele advocaten, maar het pleidooi moest zijn opgeschreven, en de notaris assisteerde zonder twijfel bij het opstellen daarvan. De rechter bekeek het pleidooi, riep de andere partijen naar voren en stuurde hen naar de getuigenbank. Als zij niet aanwezig waren kon hij de zaak verdagen voor hun dagvaarding waarbij een tijd werd vastgesteld van zes maanden. Verzoeken konden worden ingebracht om de getuigen binnen een dag naar voren te brengen.
De meer gewichtige zaken, met name die betrekking hadden op leven en dood, werden berecht door een rechtbank met meerdere rechters. Samen met de rechters werd een raad van ouden aangesteld die deel namen aan de discussie, maar wiens functie tot nu toe niet duidelijk is. Overeenkomsten, declaraties en onbetwistbare zaken werden gewoonlijk gevolgd door een rechter en twaalf ouden.
Partijen en getuigen werden onder ede geplaatst. De straf voor een valse getuigenis was gewoonlijk datgene wat zou worden geëist tegen de veroordeelde misdadiger. In zaken die voorbij gingen aan de kennis van mensen, zoals schuld of onschuld van een zogenoemde praktiserende magiër of een verdachte vrouw, werd het oordeel geveld door de waterproef. De beschuldigde werd in de heilige rivier gegooid, als hij dreef werd hij onschuldig verklaard, als hij verdronk was hij schuldig. De beschuldigde kon zichzelf vrijpleiten door een eed te zweren waar zijn eigen kennis alleen geldig was. De klager
kon zweren op zijn verlies door struikrovers, zoals op opeisbare goederen, de prijs die in het buitenland betaald was voor een slaaf, of de som die hem toekomt. Maar er werd grote nadruk gelegd op het tonen van een geschreven bewijs. Het was een ernstige zaak als een document verloren ging. De rechters konden tevreden worden gesteld indien het bestaan, en de bepalingen, door middel van een beëdigde verklaring van de getuigen werd gestaafd en dan een bevel uitvaardigen dat als het document gevonden werd, dat dit zou worden opgegeven. Geannuleerde contracten moesten worden gebroken. Het hof kon zelfs op reis gaan om een bezit in ogenschouw te nemen, waarbij ze de heilige symbolen meenamen waar een heilige eed bij gezworen was.
Het was toegestaan om een beroep te doen op de koning en dit is goed gedocumenteerd. De rechters in Babylon lijken een soort hooggerechtshof te hebben gevormd ten opzichte van de plaatselijke gerechtshoven, maar de beklaagde kon ervoor kiezen om te reageren op de aanklacht voor een lokaal hof, en een pleidooi in Babylon te weigeren.
Ten slotte, er moet worden opgemerkt dat veel immorele daden, zoals het gebruik van valse gewichten, liegen, enz., die niet voor het hof konden worden gebracht, streng aan de kaak werden gesteld in de Omen tabletten die de misdadiger in de hand van god in tegenstelling tot de hand van de koning stelden.

### Codex Hammurabi
- The Code of Hammurabi, Editio princeps, ed. Vincent Scheil (Textes Elamites-Semitiques of the Minjoires de la délégation en Perse, IV), Parijs, 1902.
- S.A. Cook, The Laws of Moses and the Code of Hammurabi, Londen, 1903.
- R.F. Harper, The Code of Hammurabi, King of Babylon about 2250 BC, Chicago, 1904.
- J. Kohler - F.E. Peiser, Hammurabis Gesetz, Leipzig, 1904.
- D.H. Müller, Die Gesetze Hammurabis, Wenen, 1903.
- H. Winckler, Die Gesetze Hammurabis Konigs von Babylon um 2250 v.Chr. Das älteste Gesetzbuch der Welt übersetzt. Zweite verbesserte und vermehrte Auflage. Mit einer Abbildung des Steindenkmals, Leipzig, 1903.